# Adrianichthys
Adrianichthys là một chi cá sóc. Chi này đặc hữu hồ Poso ở Sulawesi, Indonesia. Cả bốn loài đều đối mặt với sự đe doạ nghiêm trọng, hai trong số đó (A. kruyti và A. roseni) đã không được ghi nhận trong vài thập niên, gây ra lo ngại rằng chúng đã tuyệt chủng. Adrianichthys đạt chiều dài 8,5–17,1 cm (3,3–6,7 in) tuỳ loài, lớn hơn những loài họ hàng trong chi Oryzias,. Tên chi ghép từ tên nhà ngôn ngữ học-nhà truyền giáo Nicolaus Adriani (1865-1926), người đã thu lập mẫu vật trong họ Poso, cộng với từ ichthys ("cá") tiếng Hy Lạp.

## Loài
Hiện có bốn loài được ghi nhận trong chi này:
- Adrianichthys kruyti M. C. W. Weber, 1913
- Adrianichthys oophorus (Kottelat, 1990)
- Adrianichthys poptae (M. C. W. Weber & de Beaufort, 1922)
- Adrianichthys roseni Parenti & Soeroto, 2004